# Château de Rouvray
Le château de Rouvray est un château situé à Chambon (Indre-et-Loire) et inscrit aux monuments historiques le 11 octobre 1971.